# Parachernes nigrimanus
Parachernes nigrimanus är en spindeldjursart som först beskrevs av Banks 1902.  Parachernes nigrimanus ingår i släktet Parachernes och familjen blindklokrypare. Inga underarter finns listade i Catalogue of Life.